# Інститут мистецтв Прикарпатського національного університету імені Василя Стефаника
Навчально-науковий інститут мистецтв Прикарпатського національного університету імені Василя Стефаника — провідний мистецький навчальний заклад та науково-методичний центр вищої мистецької освіти Прикарпаття із високим науковим та творчим потенціалом.
Біля витоків художнього та музичного факультетів, нині об'єднаних у Навчально-науковий інститут мистецтв, стояли заслужений художник України, доктор мистецтвознавства, професор Михайло Фіґоль, заслужений артист України В. Пащенко, кандидат мистецтвознавства Любомира Яросевич, заслужений працівник культури України Василь Їжак. Значний внесок у становлення та розвиток Інституту мистецтв зробили декан художньо-графічного факультету — кандидат педагогічних наук, заслужений працівник освіти України, доцент Іван Фічора, декан музично-педагогічного факультету — заслужений діяч мистецтв України, професор Михайло Сливоцький, заслужені працівники культури України професор Богдан Стасько, Ольга Ничай, Василь Доронюк, заслужений вчитель України, професор Станіслав Шумега, член-кореспондент Національної академії мистецтв України, доктор мистецтвознавства професор Михайло Станкевич.

## Викладацький склад
Навчально-виховний процес в інституті забезпечують доктори мистецтвознавства, професори: Петро Круль, Мирон Черепанин, Ганна Карась, Віолетта Дутчак, народні артисти України професори Христина Фіцалович, Михайло Кривень, Володимир Пірус, заслужені діячі мистецтв України професори Христина Михайлюк, Богдан Тимків, Богдан Губаль, Анатолій Грицан, Богдан Бойчук, Любов Серганюк, заслужені діячі мистецтв України, доценти Володимир Грицак, Микола Якимечко, Петро Прокопів, заслужені артисти України, доценти Марія Ортинська, Михайло Попелюк, Ольга Молодій, Марина Булда, заслужені працівники культури України, кандидат мистецтвознавства Жанна Зваричук, доценти Юрій Серганюк, Петро Чоловський, Надія Грицан, Олександр Мельник, заслужені художники України, доценти Василь Корпанюк, Володимир Сандюк, кандидати мистецтвознавства доценти Романа Дудик, Юрій Волощук, Юрій Юсипчук, Вікторія Типчук, Лідія Хом'як, Ірина Дундяк, Владислав Князєв, Олег Чуйко, Ірина Ярошенко, кандидати педагогічних наук, доценти Орест Шуляр, Володимир Шпільчак, Ірина Таран, Галина Стасько та ін.
Науково-педагогічний потенціал Інституту мистецтв дозволяє успішно вирішувати проблеми модернізації навчально-виховного процесу, що сприяє удосконаленню професійної підготовки майбутніх театрально-концертних виконавців, художників, дизайнерів, викладачів музики, хореографії, образотворчого й декоративно-прикладного мистецтва, активізації їх професійної компетенції, творчої активності й самостійності.
Інститут готує фахівців мистецьких та освітніх напрямів, має всі можливості для забезпечення наукового та професійного зростання, удосконалення педагогічної майстерності викладацьких кадрів через магістратуру, аспірантуру, докторантуру, стажування. Тут навчається талановита молодь з Івано-Франківської, Закарпатської, Львівської, Тернопільської, Рівненської, Хмельницької, Київської, Полтавської та інших областей, з української діаспори. Уперше на Прикарпатті відкрито підготовку фахівців за напрямом «Сценічне мистецтво», дипломна робота випускників під керівництвом директора Івано-Франківського академічного обласного українського музично-драматичного театру імені Івана Франка Ростислава Держипільського за повістю Марії Матіос «Солодка Даруся» номінувалася на Національну премію імені Тараса Шевченка в галузі театрального мистецтва. Вистава Поетичного театру «Повертай до свого Звідтіля» за романом Ганни Герман «Піраміди невидимі» (режисер — заслужений працівник культури України, доцент Надія Грицан) отримала високу оцінку мистецтвознавців і схвальні відгуки глядачів Києва, Рівного, Івано-Франківська і Вінниці. За творчі досягнення в галузі театрального мистецтва, високий професіоналізм викладачі кафедри театрального мистецтва і хореографії Надія Грицан та Ігор Прокоп'як удостоєні звання лауреатів обласної премії імені Віталія Смоляка.
Навчально-науковий інститут мистецтв є виконавцем низки державних науково-дослідних тем. Зокрема, науковцями кафедри музичної україністики та народно-інструментального мистецтва завершено розробку теми «Ансамблева народно-інструментальна традиція Прикарпаття: взаємодія фольклорного та академічного напрямів» (керівник — доктор мистецтвознавства В. Дутчак), а кафедри виконавського мистецтва — «Проблеми координації українського і світового досвіду інструментально-виконавського мистецтва: специфіка національного» (керівник — доктор мистецтвознавства П. Круль).
У 2008 році в інституті відкрито спеціалізовану вчену раду із захисту кандидатських дисертацій на здобуття наукового ступеня кандидата мистецтвознавства, яка стала органічним завершенням системи підготовки науково-педагогічних кадрів. У складі ради — відомі вчені України в галузі культурології, образотворчого і декоративно-прикладного мистецтва — доктори мистецтвознавства, професори Олена Никорак, Михайло Селівачов, вчені Прикарпатського національного університету імені Василя Стефаника, доктори наук, професори Петро Круль, Віолетта Дутчак, Ганна Карась, Богдан Кіндратюк.
Навчально-науковий Інститут мистецтв видає науковий збірник «Вісник Прикарпатського університету. Мистецтвознавство», науковим редактором якого є доктор мистецтвознавства, професор В. Дутчак. Щороку викладачі, докторанти, аспіранти й студенти інституту публікують близько ста п'ятдесяти монографій, підручників, навчальних посібників, навчально-методичних матеріалів, статей. Упродовж п'ятнадцяти років в інституті проведено понад 20 наукових, науково-практичних конференцій міжнародного, всеукраїнського та регіонального рівнів, науково-методичних семінарів, конкурсів, фестивалів, які високо оцінила українська та світова професійна громадськість.
Навчально-науковий інститут мистецтв Прикарпатського національного університету імені Василя Стефаника — культурно-мистецький центр, значна частина викладачів і студентів якого є організаторами й учасниками найрізноманітніших культурно-мистецьких акцій. Зокрема, на базі навчального закладу засновано й уже проведено низку Всеукраїнських конкурсів молодих вокалістів імені Ірини Маланюк, у яких узяли участь студенти вищих мистецьких навчальних закладів із областей України, Всеукраїнський конкурс студентських диригентів, Всеукраїнський конкурс молодих акторів імені Оксани Затварської — першої заслуженої артистки України Прикарпаття. Викладачами й студентами кафедр образотворчого і декоративно-прикладного мистецтва відкрито десятки міжнародних і всеукраїнських художніх виставок. Серед них — міжнародні виставки творів образотворчого й декоративно-прикладного мистецтва в Польщі, Румунії, Італії всеукраїнська виставка викладачів інституту мистецтв В. Сандюка, Б. Гладкого, Б. Бойчука, Б. Губаля, В. Луканя, О. Чуйка, М. Павлюка й Б. Бринського «Нас Сім» побувала в Києві, Львові, Чернігові, Тернополі, Ужгороді, Кам'янці-Подільському.
Висока професійна підготовка студентів у різноманітних формах творчої діяльності підтверджена результатами конкурсів, фестивалів, олімпіад. Щорічно студенти беруть участь у творчих змаганнях та отримують призові місця. Впродовж останніх років 43 студентів Інституту мистецтв стали володарями Гран-прі, переможцями, дипломантами і призерами Всеукраїнських олімпіад, Всеукраїнських і міжнародних конкурсів, фестивалів.
Зокрема, у 2014—2015 роках студент п'ятого курсу Юрій Вихованець (клас доцента Н. Грицан) став володарем Гран-прі ІІІ Відкритого конкурсу молодих акторів імені Оксани Затварської, а студентка Оксана Король отримала диплом І ступеня цього конкурсу. На Міжнародному конкурсі молодих модельєрів «Водограй» здобули І місце в номінації «Колекція».
За останні роки дипломи І ступеня отримали студент ІІ курсу Віктор Кобець (спеціальність «Декоративно-прикладне мистецтво», керівник ст. викладач В. Городецький), на Міжнародному фестивалі «Свято ковалів», студент ІІ курсу спеціальності «Музичне мистецтво» Іван Збіглі (керівник доцент Л. Пасічняк) і квартет бандуристок «Ґердан» (керівник професор В. Дутчак) — на ІІІ Всеукраїнському фестивалі-конкурсу виконавців на народних інструментах «Мереживо» у Рівному, студентка ІІ курсу Вікторія Колосова (спеціальність «Музичне мистецтво», клас ст. викладача З. Рось) — на Міжнародному фестивалі-конкурсі «Слов'янський базар» у Болгарії, студентка ІІІ курсу Ольга Довгас (спеціальність «Театральне мистецтво», керівник — заслужений працівник культури України, кандидат мистецтвознавства, доцент Н. Кукуруза) — на Всеукраїнському конкурсі професійних читців імені Івана Франка у Києві, студент Андрій Галавай (клас заслуженого діяча мистецтв України, доцента М. Стефанюка) зайняв перше місце на Всеукраїнській олімпіаді з музичного мистецтва у Кропивницькому.
Серед випускників інституту — народні артисти України: Іван Курилюк — головний балетмейстер Національного академічного заслуженого ансамблю пісні і танцю «Гуцулія», Олександр Шиманський — провідний майстер сцени Івано-Франківського академічного обласного українського музично-драматичного театру імені Івана Франка, Ярослава Мосійчук — провідний майстер сцени Тернопільського академічного обласного українського музично-драматичного театру імені Т. Шевченка, Ярослав Борута — відомий український композитор, поет-пісняр, заслужені артисти України Галина Баранкевич, Надія Левченко, Олеся Пасічняк, Олексій Гнатковський, Ольга Комановська, Роман Луцький, Надія Комарова, Марія Лобур, Галина Савчин, Надія Деркач-Довжинська, Ярослав Крайник, Ірина Лончина, Віктор Грибик, заслужений працівник культури України Андрій Фелик, професори, викладачі співробітники науково-дослідних інститутів, керівники навчальних закладів та установ, центрів дитячої творчості, художні керівники музичних і хореографічних колективів.
Навчально-науковий інститут мистецтв Прикарпатського національного університету імені Василя Стефаника постійно поширює форми міжнародного співробітництва: запрошуються фахівці в галузі мистецької освіти зарубіжних країн з метою ознайомлення з інноваційними формами та новими художніми технологіями. Цікавими для студентів і викладачів є творчі зустрічі, проведення «майстер-класів» педагогами-митцями з навчальних закладів Італії, Польщі, Румунії, Греції, Білорусії.
Колектив інституту значну увагу приділяє пошуку нових форм творчої і художньо-педагогічної діяльності студентів. Однією з провідних форм навчально-виховного процесу майбутніх фахівців у галузі мистецтва є створення й функціонування творчих колективів різних художніх напрямів і жанрів. У своїй творчості інститут підтримує тісні зв'язки з обласними відділеннями національних творчих спілок України, театрально-концертними установами, відомими художніми народними автентичними колективами області.
Багаторічний шлях Навчально-наукового інституту мистецтв у структурі Прикарпатського національного університету імені Василя Стефаника свідчить про його унікальність, системне поєднання гуманітарно-інформаційної та мистецької освіти, що дає змогу йому стати не тільки провідним навчально-методичним і науковим, а й соціально-культурним центром, який має значний авторитет не лише на Прикарпатті, а й далеко за межами краю. Колектив навчального закладу визначив стратегічні завдання, які вирішує через реалізацію ідеї національного відродження і розвитку культури України в навчальній, науковій та громадській діяльності.

## Спеціальності
У Навчально-науковому інституті мистецтв Прикарпатського національного університету імені Василя Стефаника готують бакалаврів та магістрів за спеціальностями:
- 014.12 Середня освіта (Музичне мистецтво)
- 014.13 Середня освіта (Образотворче мистецтво)
- 022 Дизайн (освітні програми: Дизайн середовища; Дизайн одягу; Графічний дизайн)
- 023 Образотворче мистецтво, декоративне мистецтво, реставрація
- 024 Хореографія (освітня програма «Народна хореографія»)
- 025 Музичне мистецтво (освітні програми: Хорове диригування; Сольний спів; Оркестрові інструменти, Народні інструменти).
- 026 Сценічне мистецтво (освітні програми: Акторське мистецтво драматичного театру і кіно; Режисура естради і масових свят).

## Кафедри
- Музичної україністики та народно-інструментального мистецтва
- Виконавського мистецтва
- Методики музичного виховання та хорового диригування імені В.Їжака
- Сценічного мистецтва та хореографії
- Методики викладання образотворчого і декоративно-прикладного мистецтва та дизайну
- Образотворчого і декоративно-прикладного мистецтва та реставрації імені М.Фіґоля
- Дизайну і теорії мистецтва

## Практична підготовка
Практична підготовка студентів здійснюється у загальноосвітніх школах, Івано-Франківській обласній філармонії імені Іри Маланюк, Івано-Франківському академічному обласному українському музично-драматичному театрі імені Івана Франка, Івано-Франківському академічному обласному театрі ляльок імені Марійки Підгірянки, Коломийському академічному обласному драматичному театрі імені Івана Озаркевича, Івано-Франківському театрі народних свят і видовищ, підприємствах та організаціях, які займаються проектуванням інтер'єру та обладнанням.
Практична підготовка проводиться в умовах професійної діяльності під організаційно-методичним керівництвом викладачів інституту та спеціалістів.